# Défaisance
La défaisance (ou désendettement de fait ; en anglais defeasance) est une opération financière consistant à céder simultanément des actifs financiers et des dettes à une société tierce, souvent une structure de défaisance. Cette cession est irrévocable.
Cette opération permet de nettoyer le haut du bilan en diminuant le montant des emplois et des ressources stables. Économiquement, il s'agit donc d'une compensation entre des dettes et des actifs plus ou moins liquides.
Lorsque la valeur comptable des dettes cédées est inférieure à celle des actifs cédés, l'entreprise supporte la totalité de la perte sur l'exercice en cours.